# Malatyn
Malatyn – wieś na Ukrainie w rejonie hoszczańskim obwodu rówieńskiego. 